# Gault et Millau

Le Gault et Millau (ou le Guide Gault et Millau) est un guide gastronomique français fondé en 1972 par Henri Gault et Christian Millau, deux journalistes et chroniqueurs français devenus critiques gastronomiques. Liés à l'émergence du mouvement de la nouvelle cuisine, les néo-critiques ont perpétué l'art de noter le patrimoine gastronomique français.
À l'instar du Guide Michelin, le Gault et Millau est un guide jugé influent, car ses critiques ont un impact sur la fréquentation d'un restaurant. Les notes des deux guides sont souvent comparées. Henri Gault, dans un article intitulé Vive la nouvelle cuisine française, définit les dix commandements de la « nouvelle cuisine », qui sont à l’origine de la création de la maison d’édition. Depuis 1996,, le critique gastronomique Marc Esquerré est le rédacteur en chef du guide.

## Historique
L’alliance des deux critiques, Henri Gault et Christian Millau pour le Guide Julliard de Paris en 1963 et le Guide Julliard des environs de Paris en 1966, débouche en 1969 sur la création de la marque commerciale « Gault Millau », prenant tout d’abord la forme d’un magazine gastronomique mensuel, puis à partir de 1972, de guides de critiques gastronomiques.
Dans les années 1970, ils sont mal vus par leurs confrères de la presse, plus conservateurs. Ils se singularisent en prenant toujours parti et en soignant la rédaction de leurs critiques. Plusieurs de leurs collaborateurs témoignent d'un réel talent d'écriture. En effet, Gilles Pudlowski, alias « Pudlo » a collaboré à ce guide durant cinq ans. François Simon, qui travailla ensuite pour le Figaro, débute également chez eux comme reporter, tout comme Pascal Rémy qui fit ensuite carrière au Guide Michelin et qui écrivit en 2004 le livre polémique L'Inspecteur se met à table, sur la vie des inspecteurs des guides sur le terrain. 
Après de nombreuses années de travail en commun, les deux fondateurs se séparent en 1986. Cependant, la marque demeure sous le nom « GaultMillau » et continue de se réclamer des valeurs mises en place par les deux fondateurs.
En janvier 2009, la marque GaultMillau est rachetée par Otium, société indépendante, qui a maintenu le guide et développé un site internet. En juin 2011, GaultMillau devient Gault&Millau et Côme de Chérisey prend la direction de l'entreprise afin d'assurer sa restructuration et la relance de la marque. L'édition du 30 octobre 2012 est la première édition « connectée » grâce à des tags qui activent une application mobile disponible pour iOS et Android. 
Le guide Gault & Millau, racheté en 2016 par Côme de Chérisey, est désormais présent sur tous les continents à travers les pays comme la France, la Suisse, la Géorgie, les Émirats Arabes Unis ou encore le Japon.
Les éditions allemande, autrichienne, suisse, croate, roumaine et slovène publient également des Guides des Vins avec une sélection des meilleures cuvées et domaines du pays. L'édition française s'étoffe avec la parution d'un Guide des Champagnes, et un Guide international des Rhumsest publié aux Antilles.
Le 12 janvier 2019, Gault & Millau est racheté à Côme de Chérisey (propriétaire depuis 2011) par Jacques Bally qui en devient alors président et un entrepreneur russe, Vladislav Skvortsov,. Un investissement de plusieurs millions d'euros est prévu pour mettre davantage l'accent sur le développement du numérique et sur le rayonnement de la marque à l'international. La même année, à l'occasion du cinquantenaire de la marque, Gault & Millau crée l'académie des « Toques d'or » qui distingue dix grands chefs de la gastronomie française.
En mars 2022, dans le contexte de la guerre en Ukraine, Vladislav Skvortsov annonce qu'il quitte ses fonctions de président du groupe, mais en est toujours l'actionnaire majoritaire. Il est remplacé par le Suisse Patrick Hayoun.

## Les guides gastronomiques
En 2010, Gault & Millau devient le deuxième guide le plus vendu en France (70 000 exemplaires), même s'il se situe toujours environ moitié moins que le leader du marché, le Guide Michelin (139 000 exemplaires). Ces guides, en majorité annuels, évaluent les restaurants, les hôtels, chambres d’hôtes, etc. Cette notation est établie sur une note maximale de cinq toques et est accompagnée d’une appréciation sur le ressenti de l’enquêteur, qui reste toujours dans l’anonymat. Les critères de cette notation regroupent la qualité de la cuisine et l’environnement du lieu. Les notes sur vingt, en vigueur depuis la première édition en 1972, sont associées à des toques (sauf de 2010 à 2015 où seules les toques apparaissaient de manière expérimentale, équivalentes aux notes entre 10 et 20/20).
La correspondance s'établit comme suit : 
- toques = 19 et 19,5/20 ;
- toques = de 17 à 18,5/20 ;
- toques = de 15 à 16,5/20 ;
- toques = de 13 à 14,5/20 ;
- toque = de 11 à 12,5/20 ;
- 0 toque = de 10 et 10,5/20.

En plus de ces deux grands guides annuels que sont le Guide France (guide gastronomique présentant 5 000 adresses) et le Guide des vins (6 000 références sélectionnées), la société Gault & Millau a sorti en 2005, un Guide du golf notant quelque 550 parcours de golf ainsi que les restaurants et hôtels proches des parcours.
En 2006, deux autres guides virent le jour, le Guide de Paris et le Guide des bonnes tables à petits prix. En 2007, Gault & Millau publie une édition spéciale consacrée à la gastronomie bretonne.

## Restaurants «5 toques»
Les éditions de 2010 à 2015 du guide Gault & Millau inaugurent un nouveau système de classification, qui abandonne les notes sur vingt pour adopter un système de notation par un nombre de toques allant de 1 à 5. En 2015, 17 établissements bénéficient de la plus haute distinction. Dans l'édition 2016, l'ancien système doublant les toques et les notes est réintroduit.
| Année du guide | Chef                | Établissement                  | Localité                    | Département         | Région                     | Commentaires                        |
| -------------- | ------------------- | ------------------------------ | --------------------------- | ------------------- | -------------------------- | ----------------------------------- |
| 2009           | Michel Guérard      | Les Prés d'Eugénie             | Eugénie-les-Bains           | 40 Landes           | Nouvelle-Aquitaine         |                                     |
|                | Gilles Goujon       | Auberge du Vieux Puits         | Fontjoncouse                | 11 Aude             | Occitanie                  |                                     |
|                | Jean-Paul Abadie    | L'Amphitryon                   | Lorient                     | 56 Morbihan         | Bretagne                   |                                     |
|                | Alain Passard       | L'Arpège                       | Paris                       | 75 Paris            | Île-de-France              |                                     |
|                | Pascal Barbot       | L'Astrance                     | Paris                       | 75 Paris            | Île-de-France              |                                     |
|                | Pierre Gagnaire     | Pierre Gagnaire                | Paris                       | 75 Paris            | Île-de-France              | Chef : Michel Nave                  |
|                | Guy Savoy           | Restaurant Guy Savoy           | Paris                       | 75 Paris            | Île-de-France              |                                     |
|                | Michel Troisgros    | Maison Troisgros               | Ouches                      | 42 Loire            | Auvergne-Rhône-Alpes       |                                     |
|                | Jacques Marcon      | Régis et Jacques Marcon        | Saint-Bonnet-le-Froid       | 43 Haute-Loire      | Auvergne-Rhône-Alpes       |                                     |
| 2012           | Jean-Luc Rabanel    | L'Atelier de Jean-Luc Rabanel  | Arles                       | 13 Bouches-du-Rhône | Provence-Alpes-Côte d'Azur |                                     |
|                | Édouard Loubet      | Restaurant Edouard Loubet      | Bonnieux                    | 84 Vaucluse         | Provence-Alpes-Côte d'Azur |                                     |
|                | Yannick Alléno      | Le 1947                        | Courchevel                  | 73 Savoie           | Auvergne-Rhône-Alpes       | Chef : Sébastien Lefort             |
|                | Arnaud Lallement    | L'Assiette Champenoise         | Tinqueux                    | 51 Marne            | Grand Est                  |                                     |
| 2013           | Emmanuel Renaut     | Flocons de Sel                 | Megève                      | 74 Haute-Savoie     | Auvergne-Rhône-Alpes       |                                     |
|                | Philippe Labbé      | L'Abeille                      | Paris                       | 75 Paris            | Île-de-France              |                                     |
| 2014           | Christian Le Squer  | Pavillon Ledoyen               | Paris                       | 75 Paris            | Île-de-France              | Remplacé en 2014 par Yannick Alléno |
| 2015           | Frédéric Anton      | Le Pré Catelan                 | Paris                       | 75 Paris            | Ile-de-France              |                                     |
| 2016           | Alexandre Gauthier  | La Grenouillère                | La Madelaine-sous-Montreuil | 62 Pas-de-Calais    | Hauts-de-France            |                                     |
| 2017           | Thierry Marx        | Sur Mesure - Mandarin Oriental | Paris                       | 75 Paris            | Ile-de-France              |                                     |
|                | Marc Veyrat         | La Maison des Bois             | Manigod                     | 74 Haute-Savoie     | Auvergne-Rhône-Alpes       |                                     |
| 2018           | Alexandre Couillon  | La Marine                      | Noirmoutier                 | 85 Vendée           | Pays de la Loire           |                                     |
| 2019           | Jean-François Piège | Le Grand Restaurant            | Paris                       | 75 Paris            | Ile-de-France              |                                     |
|                | Christophe Bacquié  | Restaurant Christophe Bacquié  | Le Castellet                | 83 Var              | Provence-Alpes-Côte d'Azur |                                     |
| 2020           | Alexandre Mazzia    | AM par Alexandre Mazzia        | Marseille                   | 13 Bouches-du-Rhône | Provence-Alpes-Côte d'Azur |                                     |
| 2021           | Yoann Conte         | Restaurant Yoann Conte         | Veyrier-du-Lac              | 74 Haute-Savoie     | Auvergne-Rhône-Alpes       |                                     |

## Cuisinier de l’année
Depuis 1980, le guide Gault & Millau récompense chaque année le « cuisinier de l’année ».
- 1980 : Alain Chapel, restaurant Alain Chapel, à Mionnay (Ain)
- 1981 : Georges Blanc, Georges Blanc, à Vonnas (Ain)
- 1982 : Jacques Maximin, le Chantecler (hôtel Negresco) à Nice (Alpes-Maritimes)
- 1983 : Marc Meneau, l'Espérance à Saint-Père-sous-Vézelay (Yonne)
- 1984 : Gérard Boyer, les Crayères à Reims (Marne)
- 1985 : 
  - Jean Bardet, Jean Bardet à Châteauroux (Indre)
  - Joël Robuchon, Robuchon à Paris.
- 1986 : 
  - Michel Bras, Lou Mazuc à Laguiole (Aveyron),
  - Pierre Gagnaire, Pierre Gagnaire à Saint-Étienne (Loire),
  - Bernard Loiseau, la Côte d'Or à Saulieu (Côte d'Or) et
  - Michel et Jean-Michel Lorain, la Côte Saint-Jacques à Joigny (Yonne)
- 1987 : 
  - Alain Chapel, Alain Chapel, à Mionnay (Ain) (2e titre),
  - Michel Trama, l'Aubergade à Puymirol (Lot-et-Garonne) et
  - Pierre et Michel Troisgros, Troisgros à Roanne (Loire)
- 1988 : Michel Bras, Lou Mazuc à Laguiole (Aveyron) (2e titre)
- 1989 : Jacques Chibois, le Royal Gray à Cannes (Alpes-Maritimes)
- 1990 : 
  - Marc et Paul Haeberlin, l’Auberge de l’Ill à Illhaeusern (Haut-Rhin),
  - Bernard Loiseau, la Côte d’Or à Saulieu (Côte d'Or) (2e titre) et
  - Marc Veyrat, Auberge de l’Eridan à Veyrier-du-Lac (Haute-Savoie)
- 1991 : Michel Trama, l'Aubergade à Puymirol (Lot-et-Garonne) (2e titre)
- 1992 : 
  - Jean Bardet, Jean Bardet à Tours (Indre-et-Loire) (2e titre) et
  - Gérard Boyer, les Crayères à Reims (Marne)
- 1993 : 
  - Pierre Gagnaire, Pierre Gagnaire à Saint-Étienne (Loire) (2e titre),
  - Jean-Michel Lorain, la Côte Saint-Jacques à Joigny (Yonne) (2e titre)
- 1994 : Olivier Roellinger, les Maisons de Bricourt à Cancale (Ille-et-Vilaine)
- 1995 : Roger Souveyrens, Scholteshof à Stevoort (Belgique)
- 1996 : Patrick Henriroux, la Pyramide à Vienne (Isère)
- 1997 : Jacques Chibois, la Bastide Saint-Antoine à Grasse (Alpes-Maritimes) (2e titre)
- 1998 : Jacques et Laurent Pourcel, le Jardin des Sens à Montpellier (Hérault)
- 1999 : Guy Martin, le Grand Véfour à Paris
- 2000 : Bruno Oger, la Villa des Lys à Cannes (Alpes-Maritimes)
- 2001 : Régis Marcon, restaurant Régis Marcon à Saint-Bonnet-le-Froid (Haute-Loire)
- 2002 : Nicolas Le Bec, les Loges à Lyon (Rhône)
- 2003 : Michel Troisgros, Troisgros à Roanne (Loire) (2e titre)
- 2004 : Jean-Paul Abadie, l'Amphitryon à Lorient (Morbihan)
- 2005 : Pascal Barbot, l'Astrance à Paris
- 2006 : Thierry Marx, château Cordeillan-Bages à Pauillac (Gironde)
- 2007 : Jean-François Piège, les Ambassadeurs (Hôtel Crillon) à Paris
- 2008 : Jean-Luc Rabanel, l'Atelier Rabanel à Arles (Bouches-du-Rhône)
- 2009 : Mauro Colagreco, Mirazur à Menton (Alpes-Maritimes)
- 2010 : William Ledeuil, Ze Kitchen Galerie à Paris
- 2011 : Édouard Loubet, la Bastide de Capelongue à Bonnieux (Vaucluse)
- 2012 : Michel Portos, le Saint-James à Bouliac (Gironde)
- 2013 : Philippe Labbé, l'Abeille (hôtel Shangri-Lâ) à Paris
- 2014 : Arnaud Lallement, l'Assiette Champenoise à Tinqueux (Marne)[1]
- 2015 : Yannick Alléno, Ledoyen à Paris
- 2016 : Alexandre Gauthier, la Grenouillère à La Madelaine-sous-Montreuil (Pas-de-Calais)[22]
- 2017 : Alexandre Couillon, la Marine à Noirmoutier (Vendée)[23]
- 2018 : Jean Sulpice, Auberge du Père Bise à Talloires
- 2019 : Alexandre Mazzia, Restaurant AM à Marseille
- 2020 : Arnaud Donckele, la Vague d'or à Saint-Tropez (Var)
- 2021 : Christophe Hay, la maison d'à côté, à Montlivault (Loir-et-Cher)
- 2022 : Hugo Roellinger, le Coquillage, à  Saint-Méloir-des-Ondes (Ille-et-Vilaine)
- 2023 : Olivier Nasti, à la La table d'Olivier Nasti au Chambard, à Kaysersberg (Haut-Rhin)
- 2024 : Yoann Conte à la maison bleue à Veyrier-du-Lac
- 2025 : Frédéric Anton

## Pâtissier de l'année
- 2015 : 
  - Alexis Albrecht, Au Vieux Couvent, à Rhinau (Bas-Rhin)
  - Fabien Berteau, Pur, à Paris
- 2016 : 
  - Christophe Boucher, Dessance, à Paris
  - Steve Moracchini La Passagère (Hôtel Belles Rives), à Juan-les-Pins (Alpes Maritimes)
- 2017 : Nina Métayer, Le Grand Restaurant, à Paris[24]
- 2018 : Cédric Grolet, Le Meurice, Alain Ducasse, Paris 1er
- 2019 : Sandro Micheli, restaurant Alain Ducasse à l'Hôtel de Paris (Monaco)
- 2020 : 
  - Max Martin, restaurant Yoann Conte (Veyrier-du-Lac, Haute-Savoie)
  - Jessica Préalpato, restaurant Alain Ducasse au Plaza Athénée
- 2022 : Maxime Frédéric, La Samaritaine, à Paris[25]
- 2023 : Sébastien Vauxion, le Sarkara, à Courchevel[26]
- 2024 : Naraé Kim,  Park Hyatt Paris-Vendôme, Paris

## Sommelier de l'année
- 2020 : Laura Vidal et Caroline Loiselieux La Mercerie, Marseille (13) ; Julien Meurillon, L'Arbre, Montpellier (34)
- 2021 : Rodolphe Pugnat, La Grenouillère, La Madelaine-sous-Montreuil (62)[27]
- 2022 : Magali Picherie, restaurant Mirazur, Menton (06) [28]
- 2023 : Alessandro Nigro, Grand Hôtel du Cap Ferrat (06)
- 2024 : Jean-Baptiste Klein, le Chambard à Kayserberg (68)[29]
- 2025 : titre pas encore décerné. Il y a 4 nommés : Benjamin Bonano, Bastien Debono, Emmanuel Cadieu, Frédéric Bouché

## Jeunes talents
- 2017 : Lorraine Pierrat, Domaine Saint-Romary, Remiremont[30]

## Cuisinier du siècle
En 1990, Paul Bocuse (restaurant « Paul Bocuse » à Collonges-au-Mont-d'Or, près de Lyon), Frédy Girardet (« Restaurant de l’Hôtel de Ville » à Crissier, Suisse), Joël Robuchon (restaurant « Jamin » à Paris) et Eckart Witzigmann (restaurant « Aubergine » à Munich) sont sacrés « Cuisinier du siècle », par Gault&Millau.

## Publications
- Gault-Millau, Nos recettes préférées à la maison, Éditions no 1, Paris, 1983
- Gault-Millau, L'Encyclopédie du Goût par Christian Teubner, 2002
- Christian Millau, Dictionnaire amoureux de la Gastronomie, 2008